# Antoine Court
Antoine Court, né à Villeneuve-de-Berg, en Ardèche, le 17 mai 1695 et mort le 12 juin 1760  à Lausanne, est un pasteur protestant et historien français. Il est considéré comme le restaurateur du protestantisme en France après la période des persécutions de Louis XIV

## Biographie
Élevé dans une famille protestante au moment des persécutions qui suivent la révocation de l’Édit de Nantes, Antoine Court se trouve mêlé aux troubles de la guerre des camisards dans sa dernière phase. Très jeune, il parcourt les campagnes cévenoles pour tenir des assemblées clandestines où se rassemblaient les nouveaux convertis pour écouter la lecture de la Bible et sa prédication, chanter les Psaumes et prier selon leur foi.

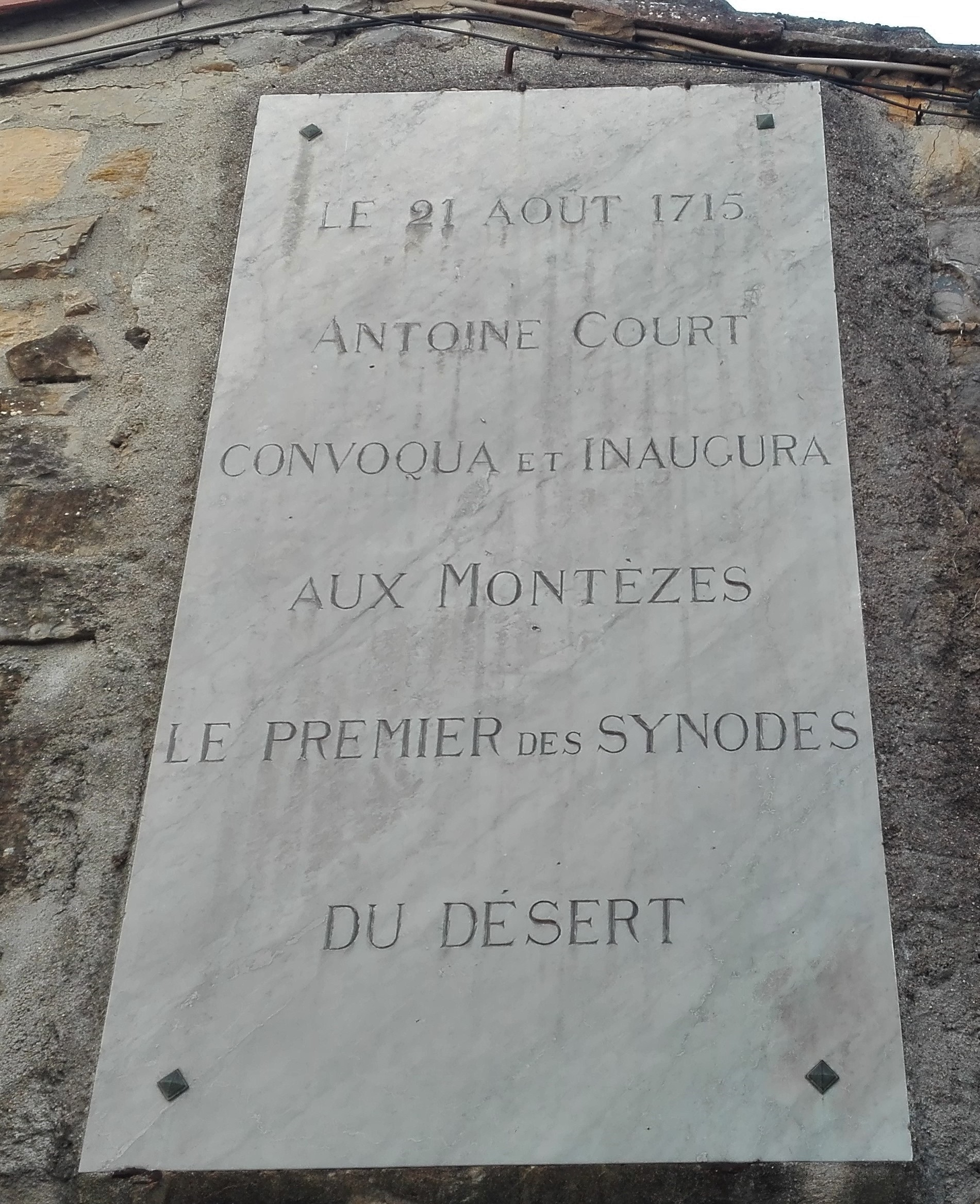
Plaque commémorative du premier synode du désert, organisé aux Montèzes (sur l'actuelle commune de Monoblet) par Antoine Court.

En 1713, Court rompt avec les Camisards, la violence et le prophétisme et décide en 1715 de restaurer l’ancienne discipline des Églises réformées et leur organisation synodale. En 1715, il organise et convoque aux Montèzes, près de Monoblet, une assemblée qui reste connue comme le « premier synode du Désert ».
Antoine Court coopère étroitement avec Pierre Corteiz à la réorganisation des Églises réformées, sans violence mais en résistant opiniâtrement aux tentatives du pouvoir d’écraser ce renouveau. En 1718, il est consacré pasteur par Pierre Corteiz qui l'avait été lui-même à Zurich en 1717.
Parti en 1720 à Genève avant le début de la peste de Marseille, il revient en Languedoc en août 1722. Entre-temps il a beaucoup étudié et lu, et s'est fait reconnaître dans le cercle des pasteurs genevois. Cet embryon de réseau lui servira par la suite pour entrer en relation avec les Églises huguenotes, et plus largement protestantes, d'Europe.
Le 17 décembre 1722, il épouse Étiennette Pagès, fille de Jean Pagès d'Uzès. Lors de son arrivée à Lausanne, il fera transcrire son mariage dans les registres de l'une des paroisses réformées de cette ville.
En 1729, Court doit se réfugier à Lausanne où il demeure jusqu’à la fin de sa vie. Il y tient une abondante correspondance avec les pasteurs et les Églises du Désert. Il chercha à réunir soutiens et fonds pour ses coreligionnaires français persécutés. Sans y enseigner, Court accueille et encadre les étudiants du séminaire de Lausanne, qui forme, à partir de 1729, les étudiants français qui veulent devenir pasteurs,.
Lors d’un ultime voyage en France, Court participe au synode national des églises du Désert de 1744, manifestation du succès de son entreprise qui s’était peu à peu propagée à l’ensemble du royaume ou presque. Partout le protestantisme reprenait plus ou moins timidement vie. Il contribue à cette occasion à régler le schisme Boyer, du nom du pasteur schismatique Jacques Boyer, une grande querelle qui minait le protestantisme languedocien depuis une quinzaine d’années.
Jusqu’à sa mort, cet actif restaurateur du protestantisme en France intercède pour ses coreligionnaires, les défend et appelle à la tolérance. Il œuvre également à apaiser les querelles, notamment entre pasteurs.

## Œuvre
Antoine Court est un historien de la guerre des camisards. On lui doit une Histoire des troubles des Cévennes ou de la guerre des Camisards sous le règne de Louis-le-Grand, publiée en trois volumes en 1760 par son fils Antoine Court de Gébelin.
Il est l'auteur de plusieurs apologies destinées à obtenir la reconnaissance d’un état civil et la tolérance religieuse pour les réformés. C'est en particulier le cas de son Patriote français et impartial, qui a largement inspiré deux textes parisiens : L’Accord parfait de la nature, de la raison, de la révélation et de la politique ou Traité dans lequel on établit que les voies de rigueur en matière de religion blessent les droits de l’humanité et sont également contraires aux lumières de la raison, à la morale évangélique et au véritable intérêt de l’État du chevalier de Beaumont et le Mémoire théologique et politique au sujet des mariages clandestins des protestants de France, puis un dérivé probablement genevois, la Lettre d'un patriote sur la tolérance civile des protestans de France : et sur les avantages qui en résulteraient pour le royaume publiée en 1756 dont l'auteur déclare :

« Je crois, qu'il ne faut pas des lumières bien considérables pour concevoir que, les devoirs de l'humanité ne pouvant jamais être en contradiction avec ceux du christianisme, on ne saurait faire un crime à quelqu'un de ce qu'en matière de religion, il ne pense pas comme nous. »

Il a rédigé des mémoires sur les débuts de son ministère comme pasteur en Cévennes où il se distancie notamment des « inspirés » :

« Cependant commençaient de naître chez moi de violents soupçons que tout ce qu'on appelait révélations n'avait pas sa source dans l'Esprit divin, et que si on n'en pouvait pas accuser la fraude, on pouvait penser du moins que la plupart de ceux qu'on appelait inspirés étaient la dupe de leur zèle et de leur crédulité. »

Ses écrits sont réunis dans la Collection Antoine Court à la Bibliothèque de Genève.

## Publications
- Mémoires pour servir à l'histoire et à la vie d’Antoine Court, de 1695 à 1729, Éd. Pauline Duley-Haour, préf. Patrick Cabanel, Paris, Éditions de Paris, 1995, rééd. 2020  (ISBN 978-2-905291-40-0)
- Mémoire historique de ce qui s'est passé de plus remarquable au sujet de la religion reformée, en plusieurs provinces de France, depuis 1744, jusqu'à la présente année 1751, Paris, [s.n.], 1751.
- Le Patriote français et impartial, Villefranche, F. Chrétien, 1753. Éd. Otto H. Selles, Paris, Champion, 2002  (ISBN 978-2-7453-0598-5)
- Histoire des troubles des Cévennes ou de la guerre des camisards sous le règne de Louis le grand
  - tome premier, 1760
  - tome second, 1760
  - tome troisième, 1760
  - réédition Montpellier, Presses du Languedoc, 2003  (ISBN 978-2-85998-260-7)

### Sources
- Collection Antoine Court, Cote : CH BGE Ms. Court 1-69, Bibliothèque de Genève.
- Copies à la Bibliothèque de la Société d'histoire du protestantisme français à Paris.